# François Nicholas Riss

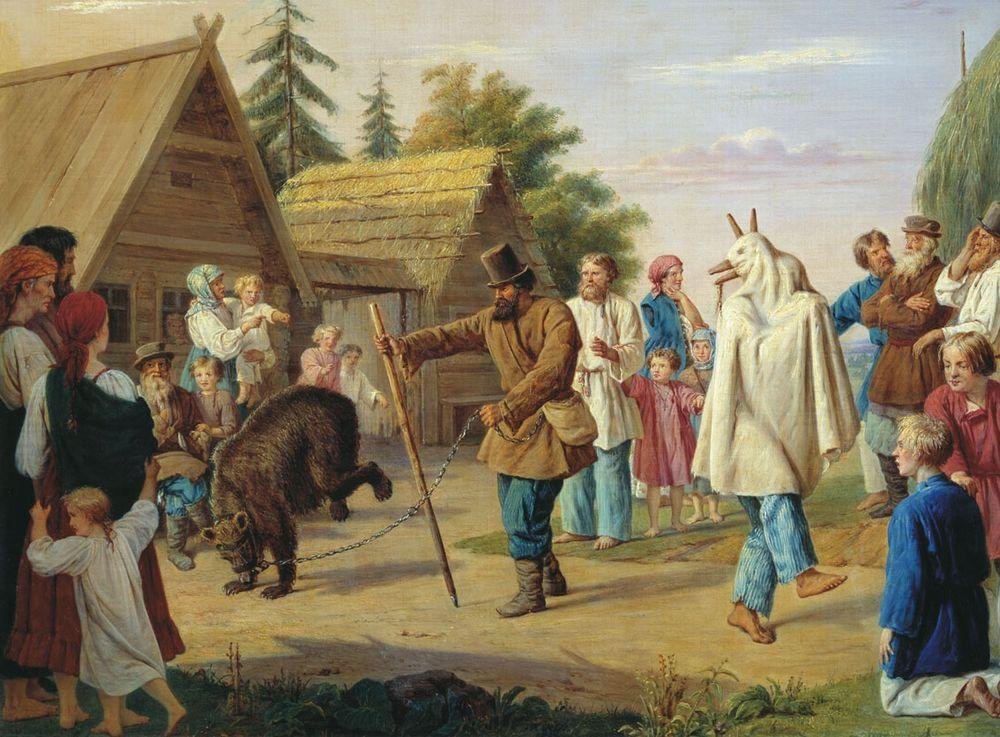
François Riss: Skomorochy na wsi

François Nicholas Riss (ur. 1804 w Moskwie, zm. 1886) (ros. Рисс Франц Николаевич) – malarz pochodzenia francuskiego, działający we Francji i Rosji. 
Urodzony w Rosji, studiował malarstwo we Francji w pracowni barona Antoine-Jean Grosa. Jego małżonka, Paulina, również zajmowała się malarstwem. 
Podczas pobytu we Francji stworzył kilka obrazów, głównie portretów, w tym znany portret odkrywcy Kanady Jacques'a Cartiera. W latach trzydziestych XIX wieku powrócił do Rosji i zamieszkał w Petersburgu. Stworzył tam portrety m.in. kniazia Grigorija Wołkońskiego, poety Wasilija Żukowskiego, kniazia Aleksieja Golicyna z synem. Za portret Żukowskiego został mianowany 1833 akademikiem malarstwa portretowego. W roku 1863 został wybrany członkiem honorowym Akademii Sztuk Pięknych. 
Riss uczestniczył w pracach nad polichromią Soboru Isaakijewskiego w Sankt-Petersburgu.
Jego syn Paweł Riss (1831-1861) był podróżnikiem i pisarzem. Podróżował po Kaukazie i północnej Persji, napisał "Общие замечания о южном береге Каспийского моря" (Ogólne uwagi o południowym wybrzeżu Morza Kaspijskiego). 